# Critérium international 2015
La 84e édition du Critérium international a eu lieu du 28 au 29 mars 2015. La course fait partie du calendrier UCI Europe Tour 2015 en catégorie 2.HC.
Elle a été remportée par le Français Jean-Christophe Péraud (AG2R La Mondiale), vainqueur de la troisième étape, qui s'impose respectivement de dix et dix-huit secondes devant son compatriote Thibaut Pinot (FDJ) et l'Italien Fabio Felline (Trek Factory Racing).
Felline gagne le classement par points, son compatriote Marco Canola (UnitedHealthcare) celui de la montagne, Pinot finit meilleur jeune tandis que la formation française AG2R La Mondiale remporte le classement par équipes.

## Présentation

### Équipes
Classé en catégorie 2.HC de l'UCI Europe Tour, le Critérium international est par conséquent ouvert aux WorldTeams dans la limite de 70 % des équipes participantes, aux équipes continentales professionnelles, aux équipes continentales françaises et à une équipe nationale française.
Seize équipes participent à ce Critérium international - sept WorldTeams, sept équipes continentales professionnelles et deux équipes continentales :
| UCI WorldTeams      | UCI WorldTeams | UCI WorldTeams |
| Nom de l'équipe     | Pays           | Code           |
| ------------------- | -------------- | -------------- |
| AG2R La Mondiale    | France         | ALM            |
| Cannondale-Garmin   | États-Unis     | TCG            |
| FDJ                 | France         | FDJ            |
| Giant-Alpecin       | Allemagne      | TGA            |
| IAM                 | Suisse         | IAM            |
| Tinkoff-Saxo        | Russie         | TCS            |
| Trek Factory Racing | États-Unis     | TFR            |

| Équipes continentales professionnelles | Équipes continentales professionnelles | Équipes continentales professionnelles |
| Nom de l'équipe                        | Pays                                   | Code                                   |
| -------------------------------------- | -------------------------------------- | -------------------------------------- |
| Bora-Argon 18                          | Allemagne                              | BOA                                    |
| Bretagne-Séché Environnement           | France                                 | BSE                                    |
| Cofidis                                | France                                 | COF                                    |
| Cult Energy                            | Danemark                               | CLT                                    |
| Europcar                               | France                                 | EUC                                    |
| Roompot Oranje Peloton                 | Pays-Bas                               | ROP                                    |
| UnitedHealthcare                       | États-Unis                             | UHC                                    |

| Équipes continentales | Équipes continentales | Équipes continentales |
| Nom de l'équipe       | Pays                  | Code                  |
| --------------------- | --------------------- | --------------------- |
| Auber 93              | France                | AUB                   |
| Marseille 13 KTM      | France                | M13                   |

## Étapes
| Étape     | Date    | Villes étapes                     |                             | Distance (km) | Vainqueur d’étape      | Leader du classement général |
| --------- | ------- | --------------------------------- | --------------------------- | ------------- | ---------------------- | ---------------------------- |
| 1re étape | 28 mars | Porto-Vecchio - Porto-Vecchio     | Étape de plaine             | 92,5          | Benjamin King          | Benjamin King                |
| 2e étape  | 28 mars | Porto-Vecchio - Porto-Vecchio     | Contre-la-montre individuel | 7             | Fabio Felline          | Benjamin King                |
| 3e étape  | 29 mars | Porto-Vecchio - Col de l'Ospedale | Étape de montagne           | 189,5         | Jean-Christophe Péraud | Jean-Christophe Péraud       |

## Déroulement de la course

### 1reétape
| Classement de l'étape | Classement de l'étape | Classement de l'étape | Classement de l'étape        | Classement de l'étape |
|                       | Coureur               | Pays                  | Équipe                       | Temps                 |
| --------------------- | --------------------- | --------------------- | ---------------------------- | --------------------- |
| 1er                   | Benjamin King         | États-Unis            | Cannondale-Garmin            | en 2 h 6 min 43 s     |
| 2e                    | Clément Saint-Martin  | France                | Marseille 13 KTM             | + 5 s                 |
| 3e                    | Romain Feillu         | France                | Bretagne-Séché Environnement | + 39 s                |
| 4e                    | Tom Veelers           | Pays-Bas              | Giant-Alpecin                | + 39 s                |
| 5e                    | Clément Venturini     | France                | Cofidis                      | + 39 s                |
| 6e                    | Benjamin Giraud       | France                | Marseille 13 KTM             | + 39 s                |
| 7e                    | Marco Canola          | Italie                | UnitedHealthcare             | + 39 s                |
| 8e                    | Julián Arredondo      | Colombie              | Trek Factory Racing          | + 39 s                |
| 9e                    | Jay McCarthy          | Australie             | Tinkoff-Saxo                 | + 39 s                |
| 10e                   | Fabio Felline         | Italie                | Trek Factory Racing          | + 39 s                |
| modifier              |                       |                       |                              |                       |

| Classement général | Classement général   | Classement général | Classement général           | Classement général |
|                    | Coureur              | Pays               | Équipe                       | Temps              |
| ------------------ | -------------------- | ------------------ | ---------------------------- | ------------------ |
| 1er                | Benjamin King        | États-Unis         | Cannondale-Garmin            | en 2 h 6 min 34 s  |
| 2e                 | Clément Saint-Martin | France             | Marseille 13 KTM             | + 8 s              |
| 3e                 | Romain Feillu        | France             | Bretagne-Séché Environnement | + 46 s             |
| 4e                 | Thibaut Pinot        | France             | FDJ                          | + 47 s             |
| 5e                 | Tom Veelers          | Pays-Bas           | Giant-Alpecin                | + 48 s             |
| 6e                 | Clément Venturini    | France             | Cofidis                      | + 48 s             |
| 7e                 | Benjamin Giraud      | France             | Marseille 13 KTM             | + 48 s             |
| 8e                 | Marco Canola         | Italie             | UnitedHealthcare             | + 48 s             |
| 9e                 | Julián Arredondo     | Colombie           | Trek Factory Racing          | + 48 s             |
| 10e                | Jay McCarthy         | Australie          | Tinkoff-Saxo                 | + 48 s             |
| modifier           |                      |                    |                              |                    |

### 2eétape
| Classement de l'étape | Classement de l'étape | Classement de l'étape | Classement de l'étape        | Classement de l'étape |
|                       | Coureur               | Pays                  | Équipe                       | Temps                 |
| --------------------- | --------------------- | --------------------- | ---------------------------- | --------------------- |
| 1er                   | Fabio Felline         | Italie                | Trek Factory Racing          | en 9 min 11 s         |
| 2e                    | Bob Jungels           | Luxembourg            | Trek Factory Racing          | + 1 s                 |
| 3e                    | Manuele Boaro         | Italie                | Tinkoff-Saxo                 | + 2 s                 |
| 4e                    | Thibaut Pinot         | France                | FDJ                          | + 6 s                 |
| 5e                    | Ramūnas Navardauskas  | Lituanie              | Cannondale-Garmin            | + 9 s                 |
| 6e                    | Anthony Delaplace     | France                | Bretagne-Séché Environnement | + 11 s                |
| 7e                    | Mathias Frank         | Suisse                | IAM                          | + 12 s                |
| 8e                    | Stef Clement          | Pays-Bas              | IAM                          | + 13 s                |
| 9e                    | Julien Loubet         | France                | Marseille 13 KTM             | + 15 s                |
| 10e                   | Pierrick Fédrigo      | France                | Bretagne-Séché Environnement | + 16 s                |
| modifier              |                       |                       |                              |                       |

| Classement général | Classement général   | Classement général | Classement général           | Classement général |
|                    | Coureur              | Pays               | Équipe                       | Temps              |
| ------------------ | -------------------- | ------------------ | ---------------------------- | ------------------ |
| 1er                | Benjamin King        | États-Unis         | Cannondale-Garmin            | en 2 h 16 min 6 s  |
| 2e                 | Clément Saint-Martin | France             | Marseille 13 KTM             | + 24 s             |
| 3e                 | Fabio Felline        | Italie             | Trek Factory Racing          | + 27 s             |
| 4e                 | Bob Jungels          | Luxembourg         | Trek Factory Racing          | + 28 s             |
| 5e                 | Manuele Boaro        | Italie             | Tinkoff-Saxo                 | + 29 s             |
| 6e                 | Thibaut Pinot        | France             | FDJ                          | + 32 s             |
| 7e                 | Ramūnas Navardauskas | Lituanie           | Cannondale-Garmin            | + 36 s             |
| 8e                 | Anthony Delaplace    | France             | Bretagne-Séché Environnement | + 38 s             |
| 9e                 | Mathias Frank        | Suisse             | IAM                          | + 39 s             |
| 10e                | Stef Clement         | Pays-Bas           | IAM                          | + 40 s             |
| modifier           |                      |                    |                              |                    |

### 3eétape
| Classement de l'étape | Classement de l'étape  | Classement de l'étape | Classement de l'étape        | Classement de l'étape |
|                       | Coureur                | Pays                  | Équipe                       | Temps                 |
| --------------------- | ---------------------- | --------------------- | ---------------------------- | --------------------- |
| 1er                   | Jean-Christophe Péraud | France                | AG2R La Mondiale             | en 5 h 19 min 5 s     |
| 2e                    | Pierrick Fédrigo       | France                | Bretagne-Séché Environnement | + 15 s                |
| 3e                    | Thibaut Pinot          | France                | FDJ                          | + 16 s                |
| 4e                    | Jan Bakelants          | Belgique              | AG2R La Mondiale             | + 25 s                |
| 5e                    | Fabio Felline          | Italie                | Trek Factory Racing          | + 25 s                |
| 6e                    | Alexis Vuillermoz      | France                | AG2R La Mondiale             | + 25 s                |
| 7e                    | Nicolas Edet           | France                | Cofidis                      | + 25 s                |
| 8e                    | Julián Arredondo       | Colombie              | Trek Factory Racing          | + 30 s                |
| 9e                    | José Mendes            | Portugal              | Bora-Argon 18                | + 30 s                |
| 10e                   | Manuele Boaro          | Italie                | Tinkoff-Saxo                 | + 51 s                |
| modifier              |                        |                       |                              |                       |

## Classements finals

### Classement général final
| Classement général final | Classement général final | Classement général final | Classement général final     | Classement général final |
|                          | Coureur                  | Pays                     | Équipe                       | Temps                    |
| ------------------------ | ------------------------ | ------------------------ | ---------------------------- | ------------------------ |
| 1er                      | Jean-Christophe Péraud   | France                   | AG2R La Mondiale             | en 7 h 35 min 45 s       |
| 2e                       | Thibaut Pinot            | France                   | FDJ                          | + 10 s                   |
| 3e                       | Fabio Felline            | Italie                   | Trek Factory Racing          | + 18 s                   |
| 4e                       | Pierrick Fédrigo         | France                   | Bretagne-Séché Environnement | + 18 s                   |
| 5e                       | José Mendes              | Portugal                 | Bora-Argon 18                | + 40 s                   |
| 6e                       | Jan Bakelants            | Belgique                 | AG2R La Mondiale             | + 41 s                   |
| 7e                       | Nicolas Edet             | France                   | Cofidis                      | + 43 s                   |
| 8e                       | Julián Arredondo         | Colombie                 | Trek Factory Racing          | + 44 s                   |
| 9e                       | Alexis Vuillermoz        | France                   | AG2R La Mondiale             | + 45 s                   |
| 10e                      | Manuele Boaro            | Italie                   | Tinkoff-Saxo                 | + 46 s                   |
| modifier                 |                          |                          |                              |                          |

### Classements annexes
| Classement par points | Classement par points | Classement par points | Classement par points | Classement par points |
| --------------------- | --------------------- | --------------------- | --------------------- | --------------------- |
|                       | Coureur               | Pays                  | Équipe                | Point(s)              |
| 1er                   | Fabio Felline         | Italie                | Trek Factory Racing   | 24 points             |
| 2e                    | Thibaut Pinot         | France                | FDJ                   | 19 pts                |
| 3e                    | Benjamin King         | États-Unis            | Cannondale-Garmin     | 18 pts                |
| modifier              |                       |                       |                       |                       |

| Classement de la montagne | Classement de la montagne | Classement de la montagne | Classement de la montagne | Classement de la montagne |
| ------------------------- | ------------------------- | ------------------------- | ------------------------- | ------------------------- |
|                           | Coureur                   | Pays                      | Équipe                    | Point(s)                  |
| 1er                       | Marco Canola              | Italie                    | UnitedHealthcare          | 36 points                 |
| 2e                        | Chad Haga                 | États-Unis                | Giant-Alpecin             | 18 pts                    |
| 3e                        | Romain Guillemois         | France                    | Europcar                  | 8 pts                     |
| modifier                  |                           |                           |                           |                           |

| Classement du meilleur jeune | Classement du meilleur jeune | Classement du meilleur jeune | Classement du meilleur jeune | Classement du meilleur jeune |
|                              | Coureur                      | Pays                         | Équipe                       | Temps                        |
| ---------------------------- | ---------------------------- | ---------------------------- | ---------------------------- | ---------------------------- |
| 1er                          | Thibaut Pinot                | France                       | FDJ                          | en 7 h 35 min 55 s           |
| 2e                           | Fabio Felline                | Italie                       | Trek Factory Racing          | + 8 s                        |
| 3e                           | Patrick Konrad               | Autriche                     | Bora-Argon 18                | + 53 s                       |
| modifier                     |                              |                              |                              |                              |

| Classement par équipes | Classement par équipes | Classement par équipes | Classement par équipes |
|                        | Équipe                 | Pays                   | Temps                  |
| ---------------------- | ---------------------- | ---------------------- | ---------------------- |
| 1re                    | AG2R La Mondiale       | France                 | en 21 h 48 min 51 s    |
| 2e                     | Trek Factory Racing    | États-Unis             | + 59 s                 |
| 3e                     | Bora-Argon 18          | Allemagne              | + 1 min 56 s           |
| modifier               |                        |                        |                        |

### UCI Europe Tour
Ce Critérium international attribue des points pour l'UCI Europe Tour 2015, par équipes seulement aux coureurs des équipes continentales professionnelles et continentales, individuellement à tous les coureurs sauf ceux faisant partie d'une équipe ayant un label WorldTeam.
| Position,          | 1er | 2e | 3e | 4e | 5e | 6e | 7e | 8e | 9e | 10e | 11e | 12e | 13e | 14e | 15e |
| Classement général | 100 | 70 | 40 | 30 | 25 | 20 | 15 | 10 | 9  | 8   | 7   | 6   | 5   | 4   | 3   |
| Par étape          | 20  | 14 | 8  | 7  | 6  | 5  | 4  | 2  |    |     |     |     |     |     |     |
| Leader, par étape  | 10  |    |    |    |    |    |    |    |    |     |     |     |     |     |     |

| Cycliste             | Équipe                       | Général | Étape | Leader | Total |
| -------------------- | ---------------------------- | ------- | ----- | ------ | ----- |
| Pierrick Fédrigo     | Bretagne-Séché Environnement | 30      | 14    | -      | 44    |
| José Mendes          | Bora-Argon 18                | 25      | -     | -      | 25    |
| Nicolas Edet         | Cofidis                      | 15      | 4     | -      | 19    |
| Clément Saint-Martin | Marseille 13 KTM             | -       | 14    | -      | 14    |
| Romain Feillu        | Bretagne-Séché Environnement | -       | 8     | -      | 8     |
| Julien Loubet        | Marseille 13 KTM             | 6       | -     | -      | 6     |
| Clément Venturini    | Cofidis                      | -       | 6     | -      | 6     |
| Anthony Delaplace    | Bretagne-Séché Environnement | -       | 5     | -      | 5     |
| Benjamin Giraud      | Marseille 13 KTM             | -       | 5     | -      | 5     |
| Patrick Konrad       | Bora-Argon 18                | 5       | -     | -      | 5     |
| Marco Canola         | UnitedHealthcare             | -       | 4     | -      | 4     |
| Stéphane Rossetto    | Cofidis                      | 3       | -     | -      | 3     |

## Évolution des classements
| Étape              | Vainqueur              | Classement général     | Classement par points | Classement de la montagne | Classement du meilleur jeune | Classement par équipes |
| ------------------ | ---------------------- | ---------------------- | --------------------- | ------------------------- | ---------------------------- | ---------------------- |
| 1                  | Benjamin King          | Benjamin King          | Benjamin King         | Benjamin King             | Clément Saint-Martin         | Cannondale-Garmin      |
| 2                  | Fabio Felline          | Benjamin King          | Benjamin King         | Benjamin King             | Clément Saint-Martin         | Cannondale-Garmin      |
| 3                  | Jean-Christophe Péraud | Jean-Christophe Péraud | Fabio Felline         | Marco Canola              | Thibaut Pinot                | AG2R La Mondiale       |
| Classements finals | Classements finals     | Jean-Christophe Péraud | Fabio Felline         | Marco Canola              | Thibaut Pinot                | AG2R La Mondiale       |

## Liste des participants
- Liste de départ complète

| Légende                             | Légende                                                                                                  | Légende                                | Légende                                                                                                  |
| ----------------------------------- | --- | -------------------------------------- | --- |
| Num                                 | Dossard de départ porté par le coureur sur ce Critérium international                                    | Pos                                    | Position finale au classement général                                                                    |
| Leader du classement général        | Indique le vainqueur du classement général                                                               | Leader du classement par points        | Indique le vainqueur du classement par points                                                            |
| Leader du classement de la montagne | Indique le vainqueur du classement de la montagne                                                        | Leader du classement du meilleur jeune | Indique le vainqueur du classement du meilleur jeune                                                     |
|                                     | Indique un maillot de champion national ou mondial, suivi de sa spécialité                               | #                                      | Indique la meilleure équipe                                                                              |
| NP                                  | Indique un coureur qui n'a pas pris le départ d'une étape, suivi du numéro de l'étape où il s'est retiré | AB                                     | Indique un coureur qui n'a pas terminé une étape, suivi du numéro de l'étape où il s'est retiré          |
| HD                                  | Indique un coureur qui a terminé une étape hors des délais, suivi du numéro de l'étape                   | *                                      | Indique un coureur en lice pour le classement du meilleur jeune (coureurs nés après le 1er janvier 1990) |

| AG2R La Mondiale # ALM             | AG2R La Mondiale # ALM       | AG2R La Mondiale # ALM |
| ---------------------------------- | ---------------------------- | ---------------------- |
| Num                                | Coureur                      | Pos                    |
| 1                                  | Jean-Christophe Péraud (FRA) | 1er                    |
| 2                                  | Jan Bakelants (BEL)          | 6e                     |
| 3                                  | Julien Bérard (FRA)          | 59e                    |
| 4                                  | Patrick Gretsch (GER)        | 58e                    |
| 5                                  | Christophe Riblon (FRA)      | AB-3                   |
| 6                                  | Alexis Vuillermoz (FRA)      | 9e                     |
| 7                                  |                              |                        |
| 8                                  |                              |                        |
| Directeur sportif : Laurent Biondi |                              |                        |

| IAM                                    | IAM                         | IAM  |
| -------------------------------------- | --------------------------- | ---- |
| Num                                    | Coureur                     | Pos  |
| 11                                     | Mathias Frank (SUI)         | 44e  |
| 12                                     | Stef Clement (NED)          | 11e  |
| 14                                     | Jonathan Fumeaux (SUI)      | 66e  |
| 15                                     | Pirmin Lang (SUI)           | AB-3 |
| 13                                     |                             |      |
| 16                                     | Sébastien Reichenbach (SUI) | 52e  |
| 17                                     | Patrick Schelling (SUI)*    | AB-3 |
| 18                                     | David Tanner (AUS)          | 51e  |
| Directeur sportif : Rubens Bertogliati |                             |      |

| Bora-Argon 18 BOA                   | Bora-Argon 18 BOA       | Bora-Argon 18 BOA |
| ----------------------------------- | ----------------------- | ----------------- |
| Num                                 | Coureur                 | Pos               |
| 21                                  | Shane Archbold (NZL)    | AB-3              |
| 22                                  | Phil Bauhaus (GER)*     | AB-3              |
| 23                                  | Cesare Benedetti (ITA)  | 60e               |
| 24                                  | Emanuel Buchmann (GER)* | 18e               |
| 25                                  | Patrick Konrad (AUT)*   | 13e               |
| 26                                  | José Mendes (POR)       | 5e                |
| 27                                  | Dominik Nerz (GER)      | 29e               |
| 28                                  | Cristiano Salerno (ITA) | 38e               |
| Directeur sportif : Christian Pömer |                         |                   |

| Tinkoff-Saxo TCS               | Tinkoff-Saxo TCS           | Tinkoff-Saxo TCS |
| ------------------------------ | -------------------------- | ---------------- |
| Num                            | Coureur                    | Pos              |
| 31                             | Manuele Boaro (ITA)        | 10e              |
| 32                             | Jesper Hansen (DEN)*       | 40e              |
| 33                             | Jay McCarthy (AUS)*        | 27e              |
| 34                             | Evgueni Petrov (RUS)       | 88e              |
| 35                             | Bruno Pires (POR)          | 41e              |
| 36                             | Paweł Poljański (POL)*     | 25e              |
| 37                             | Chris Anker Sørensen (DEN) | NP-3             |
| 38                             | Oliver Zaugg (SUI)         | 67e              |
| Directeur sportif : Sean Yates |                            |                  |

| Bretagne-Séché Environnement BSE    | Bretagne-Séché Environnement BSE | Bretagne-Séché Environnement BSE |
| ----------------------------------- | -------------------------------- | -------------------------------- |
| Num                                 | Coureur                          | Pos                              |
| 41                                  | Pierrick Fédrigo (FRA)           | 4e                               |
| 42                                  | Jean-Marc Bideau (FRA)           | 84e                              |
| 43                                  | Frédéric Brun (FRA)              | 36e                              |
| 44                                  | Brice Feillu (FRA)               | AB-3                             |
| 45                                  | Romain Feillu (FRA)              | 68e                              |
| 46                                  | Arnaud Gérard (FRA)              | 69e                              |
| 47                                  | Pierre-Luc Périchon (FRA)        | 56e                              |
| 48                                  | Anthony Delaplace (FRA)          | 33e                              |
| Directeur sportif : Emmanuel Hubert |                                  |                                  |

| Trek Factory Racing TFR          | Trek Factory Racing TFR        | Trek Factory Racing TFR |
| -------------------------------- | ------------------------------ | ----------------------- |
| Num                              | Coureur                        | Pos                     |
| 51                               | Fränk Schleck (LUX) (Route)    | 20e                     |
| 52                               | Eugenio Alafaci (ITA)*         | 73e                     |
| 53                               | Julián Arredondo (COL)         | 8e                      |
| 54                               | Laurent Didier (LUX) (Clm)     | 49e                     |
| 55                               | Fabio Felline (ITA)*           | 3e                      |
| 56                               | Bob Jungels (LUX)*             | 21e                     |
| 57                               |                                |                         |
| 58                               | Kristof Vandewalle (BEL) (Clm) | 77e                     |
| Directeur sportif : Kim Andersen |                                |                         |

| Cofidis COF                          | Cofidis COF               | Cofidis COF |
| ------------------------------------ | ------------------------- | ----------- |
| Num                                  | Coureur                   | Pos         |
| 61                                   | Nicolas Edet (FRA)        | 7e          |
| 62                                   | Gert Jõeäär (EST) (Clm)   | AB-3        |
| 63                                   | Stéphane Rossetto (FRA)   | 15e         |
| 64                                   | Geoffrey Soupe (FRA)      | 80e         |
| 65                                   | Anthony Turgis (FRA)*     | 81e         |
| 66                                   | Michael Van Staeyen (BEL) | AB-3        |
| 67                                   | Clément Venturini (FRA)*  | 76e         |
| 68                                   |                           |             |
| Directeur sportif : Jean-Luc Jonrond |                           |             |

| Cannondale-Garmin TCG                | Cannondale-Garmin TCG            | Cannondale-Garmin TCG |
| ------------------------------------ | -------------------------------- | --------------------- |
| Num                                  | Coureur                          | Pos                   |
| 71                                   | Tom-Jelte Slagter (NED)          | 37e                   |
| 72                                   | Alberto Bettiol (ITA)*           | AB-3                  |
| 73                                   | Nathan Brown(USA)*               | 65e                   |
| 74                                   | Davide Formolo (ITA)*            | 14e                   |
| 75                                   | Matej Mohorič (SLO)*             | AB-3                  |
| 76                                   | Moreno Moser (ITA)*              | 64e                   |
| 77                                   | Ramūnas Navardauskas (LTU) (Clm) | AB-3                  |
| 80                                   | Benjamin King (USA)              | 32e                   |
| Directeur sportif : Eric Van Lancker |                                  |                       |

| FDJ                               | FDJ                     | FDJ |
| --------------------------------- | ----------------------- | --- |
| Num                               | Coureur                 | Pos |
| 81                                | Thibaut Pinot (FRA)*    | 2e  |
| 82                                | Arnaud Courteille (FRA) | 72e |
| 83                                | Anthony Geslin (FRA)    | 70e |
| 84                                | Steve Morabito (SUI)    | 23e |
| 85                                | Francis Mourey (FRA)    | 45e |
| 86                                | Cédric Pineau (FRA)     | 85e |
| 87                                | Jérémy Roy (FRA)        | 46e |
| 88                                |                         |     |
| Directeur sportif : Franck Pineau |                         |     |

| Giant-Alpecin TGA                        | Giant-Alpecin TGA         | Giant-Alpecin TGA |
| ---------------------------------------- | ------------------------- | ----------------- |
| Num                                      | Coureur                   | Pos               |
| 91                                       | Caleb Fairly (USA)        | 47e               |
| 92                                       | Chad Haga (USA)           | 82e               |
| 93                                       | Thierry Hupond (FRA)      | 54e               |
| 94                                       | Ji Cheng (CHN)            | AB-3              |
| 95                                       | Fredrik Ludvigsson (SWE)* | AB-3              |
| 96                                       |                           | e                 |
| 97                                       | Tom Veelers (NED)         | AB-3              |
| 98                                       |                           | e                 |
| Directeur sportif : Christian Guiberteau |                           |                   |

| Europcar EUC                        | Europcar EUC             | Europcar EUC |
| ----------------------------------- | ------------------------ | ------------ |
| Num                                 | Coureur                  | Pos          |
| 101                                 | Yukiya Arashiro (JPN)    | 62e          |
| 102                                 | Thomas Boudat (FRA)*     | AB-3         |
| 103                                 | Dan Craven (NAM) (Route) | AB-3         |
| 104                                 | Romain Guillemois (FRA)* | 91e          |
| 105                                 | Maxime Méderel (FRA)     | 19e          |
| 106                                 | Bryan Nauleau (FRA)      | 63e          |
| 107                                 |                          |              |
| 108                                 |                          |              |
| Directeur sportif : Lylian Lebreton |                          |              |

| Roompot Oranje Peloton ROP               | Roompot Oranje Peloton ROP | Roompot Oranje Peloton ROP |
| ---------------------------------------- | -------------------------- | -------------------------- |
| Num                                      | Coureur                    | Pos                        |
| 111                                      | Marc de Maar (NED)         | 35e                        |
| 112                                      | Huub Duyn (NED)            | 31e                        |
| 113                                      | Reinier Honig (NED)        | 71e                        |
| 114                                      | Michel Kreder (NED)        | 30e                        |
| 115                                      | Maurits Lammertink (NED)*  | 17e                        |
| 116                                      | André Looij (NED)*         | AB-3                       |
| 117                                      | Mike Terpstra (NED)        | 87e                        |
| 118                                      | Etienne van Empel (NED)*   | 90e                        |
| Directeur sportif : Jean-Paul van Poppel |                            |                            |

| Cult Energy CLT                    | Cult Energy CLT                  | Cult Energy CLT |
| ---------------------------------- | -------------------------------- | --------------- |
| Num                                | Coureur                          | Pos             |
| 121                                | Linus Gerdemann (GER)            | 16e             |
| 122                                | Rasmus Guldhammer (DEN)          | 26e             |
| 123                                | Karel Hník (CZE)*                | 75e             |
| 124                                | Romain Lemarchand (FRA)          | 79e             |
| 125                                | Christian Mager (GER)*           | 89e             |
| 126                                | Michael Carbel Svendgaard (DEN)* | AB-3            |
| 127                                | Fabian Wegmann (GER)             | 57e             |
| 128                                | Joël Zangerlé (LUX)              | AB-3            |
| Directeur sportif : Michael Skelde |                                  |                 |

| UnitedHealthcare UHC                | UnitedHealthcare UHC     | UnitedHealthcare UHC |
| ----------------------------------- | ------------------------ | -------------------- |
| Num                                 | Coureur                  | Pos                  |
| 131                                 | Janez Brajkovič (SLO)    | 28e                  |
| 132                                 | Alessandro Bazzana (ITA) | 78e                  |
| 133                                 | Marco Canola (ITA)       | 83e                  |
| 134                                 | Jonathan Clarke (AUS)    | 39e                  |
| 135                                 | Lucas Euser (USA)        | AB-3                 |
| 136                                 | Christopher Jones (USA)  | 42e                  |
| 137                                 | Daniele Ratto (ITA)      | 86e                  |
| 138                                 | Kiel Reijnen (USA)       | 74e                  |
| Directeur sportif : Roberto Damiani |                          |                      |

| Auber 93 AUB                         | Auber 93 AUB              | Auber 93 AUB |
| ------------------------------------ | ------------------------- | ------------ |
| Num                                  | Coureur                   | Pos          |
| 141                                  | Flavien Dassonville (FRA) | AB-1         |
| 142                                  | Julien Guay (FRA)         | 50e          |
| 143                                  | Alo Jakin (EST) (Route)   | AB-3         |
| 145                                  | David Menut (FRA)         | AB-1         |
| 146                                  | Maxime Renault (FRA)*     | AB-3         |
| 147                                  | Steven Tronet (FRA)       | 55e          |
| 148                                  | Théo Vimpère (FRA)*       | 43e          |
| 149                                  | César Bihel (FRA)         | 61e          |
| Directeur sportif : Stéphane Javalet |                           |              |

| Marseille 13 KTM M13                  | Marseille 13 KTM M13        | Marseille 13 KTM M13 |
| ------------------------------------- | --------------------------- | -------------------- |
| Num                                   | Coureur                     | Pos                  |
| 151                                   | Rémy Di Grégorio (FRA)      | 48e                  |
| 152                                   | Julien El Fares (FRA)       | 24e                  |
| 153                                   | Benjamin Giraud (FRA)       | AB-3                 |
| 154                                   | Ignatas Konovalovas (LTU)   | 22e                  |
| 155                                   | Julien Loubet (FRA)         | 12e                  |
| 156                                   | Yoann Paillot (FRA)*        | 53e                  |
| 157                                   | Clément Saint-Martin (FRA)* | 34e                  |
| 158                                   | Evaldas Šiškevičius (LTU)   | AB-3                 |
| Directeur sportif : Frédéric Rostaing |                             |                      |